# Семплер (компилация)
Вижте пояснителната страница за други значения на Семплер.
Семплер е термин от музикалната индустрия, означаващ вид „обзорна“ компилация, която представя продукцията на даден лейбъл. Обикновено такава компилация се продава на по-ниска цена и често се използва с промоционална цел. Този формат добива популярност в края на 60-те години на XX в.
Срещат се също и компилации които представят коренно различни музикални стилове. Чести вариации са фолклорни със съвременни бийт хитове.
Първият записан семплер, A Folk Music Sampler, е издаден от Elektra Records в САЩ, през 1954 г.
Друг пример за съвременна компилация е между български филклорен ритъм и глас на вокалните изпълнителки "Double M" Malkata moma , върху хита  "Shape of you". 
Компилациите често имат и ново име като вече различен музикален продукт. 